# F9 (película)
F9 o F9: The Fast Saga (titulada: Fast & Furious 9 en España y Rápidos y furiosos 9 o Rápidos y furiosos 9: La saga Rápidos y furiosos en Hispanoamérica) es una película de acción con elementos de ciencia ficción estadounidense de 2021 dirigida por Justin Lin, que también coescribió el guion con Daniel Casey. Es la secuela de The Fate of the Furious (2017), la novena entrega principal y la décima entrega en general de la franquicia Fast & Furious. Es también la primera película desde Fast & Furious 6 (2013) en ser dirigida por Lin y la primera desde 2 Fast 2 Furious (2003) en no ser escrita por Chris Morgan. F9 está protagonizada por Vin Diesel, Michelle Rodríguez, Tyrese Gibson, Chris "Ludacris" Bridges, Charlize Theron, Jordana Brewster, Sung Kang, John Cena, Nathalie Emmanuel, Michael Rooker, Helen Mirren y Kurt Russell.
Con una novena película planeada desde 2014, Lin fue confirmado como director en octubre de 2017, regresando a la franquicia por primera vez desde que dirigió Fast & Furious 6 (2013). Se anunció que Dwayne Johnson, quien apareció en las cuatro películas anteriores, regresaría en abril de 2017, pero confirmó su ausencia en enero de 2019. El resto del elenco se finalizó con la incorporación de John Cena en junio de 2019. Brian Tyler volvió a componer la partitura. La fotografía principal comenzó en junio de 2019 y duró hasta noviembre, con lugares de rodaje que incluyen Londres, Edimburgo, Tiflis, Los Ángeles y Tailandia.
El estreno de F9 estaba originalmente programado por Universal Pictures el 19 de abril de 2019, pero se retrasó varias veces, primero debido al estreno de Hobbs & Shaw (2019) y al estreno planificado de No Time to Die (2021), y luego por la pandemia de COVID-19. Se estrenó por primera vez en Corea del Sur el 19 de mayo de 2021; se estrenó en Reino Unido el 24 de junio y luego se estrenó en Estados Unidos el 25 de junio. La película recibió críticas mixtas de los críticos, con elogios para las actuaciones, los efectos visuales, las acrobacias y la dirección de Lin, pero algunas críticas por sus secuencias de acción poco realistas y su argumento formulista. Ha recaudado más de $726 millones en todo el mundo, lo que la convierte en la quinta película más taquillera de 2021.
Una secuela, Fast X, se estrenó el 19 de mayo de 2023.

## Argumento
En 1989, Jack Toretto (J.D. Pardo) participa en una carrera de NASCAR, junto a sus hijos Dominic Toretto (Vinnie Bennett) y Jakob Toretto (Finn Cole) en su equipo de pits, en donde Dom discute en múltiples ocasiones con el corredor rival de su padre, Kenny Linder (Jim Parrack) debido a sus tácticas sucias que realiza en la carrera y que tarde o temprano podrían causar un accidente. Al reanudar la carrera, el auto de Linder choca con el parachoques de Jack y hace que el auto se choque violentamente contra un muro de contención y explote en el acto, matándolo de forma instantánea. Tras el accidente, Dom sale a encarar a Linder por la muerte de su padre y acaba en una pequeña pelea entre ambos, en donde Dom golpea a Linder con una llave inglesa hasta casi matarlo (siendo este suceso en el que más tarde le contaría a Brian O'Conner en la primera entrega) y acaba siendo arrestado por la policía y enviado a prisión por este hecho, sin embargo y a raíz de este incidente, Dom termina siendo excomulgado del automovilismo profesional de por vida.
En el presente, cuatro años después del enfrentamiento contra la ciberterrorista Cipher (Charlize Theron), un adulto Dom (Vin Diesel) está retirado, criando a su hijo Brian Marcos con su esposa Leticia "Letty" Ortiz (Michelle Rodriguez). Pero un día mientras le enseña a su hijo como reparar el tractor de la granja, súbitamente aparece un auto sin previo aviso en su casa, por lo que Dom le pide a su hijo esconderse en el búnker secreto del granero y esperar, mientras que Dom y Letty se preparan con armas de fuego para enfrentarse a los intrusos, pero resulta que solo se trataban de Roman "Rome" Pearce (Tyrese Gibson), Tej Parker (Chris "Ludacris" Bridges) y Megan Ramsey (Nathalie Emmanuel), los cuales se alegran de ver nuevamente a Dom y Letty. Aclarado el asunto, Ramsey les informa que el agente Frank Petty (Kurt Russell), más conocido como el Sr. Don Nadie, ha conseguido capturar a Cipher recientemente, pero en pleno vuelo de regreso a su base su avión terminó siendo atacado por agentes traidores y se ha estrellado en Montequinto. Sin embargo, Dom no parece importarle el asunto y está decidido a dejar su antigua vida atrás, a pesar de que Rome le recordó que Cipher mató a Elena Neves (Elsa Pataky), la madre de su hijo. Esa misma noche, Letty se marcha para reunirse con el equipo y Dom se sigue rehusando a ir con ellos, pero mientras éste estaba en su casa observando detenidamente la grabación del ataque, en eso descubre una pista en la que se puede ver un crucifijo muy parecido al suyo en uno de los agentes traidores antes de que la transmisión se interrumpa y descubre que su hermano Jakob está involucrado en el ataque. Ante este descubrimiento, Dom finalmente decide ir a regañadientes a ayudar a su equipo y encontrar al Sr. Don Nadie, pero también se limita a no informarle a su equipo lo de su hermano Jakob. Al llegar al lugar del choque y registrando los restos del avión, estos encuentran una parte de un dispositivo llamado Ares, que puede hackear cualquier sistema de armas controlado por ordenador, pero justo en ese momento el equipo es emboscado por una fuerza militar sudamericana y un ejército privado dirigido por Jakob, ya siendo un adulto (John Cena). Durante la batalla, Rome se salva milagrosamente de morir en varias ocasiones, pero finalmente Jakob roba el dispositivo y huye del lugar en un avión magnético. El equipo se encuentra con Michael Stasiak (Shea Whigham) (el antiguo compañero de Brian en el FBI), de camino a su casa segura. Mia Toretto (Jordana Brewster), la hermana de Dom, llega con el deseo de ayudar y Dom le permite unirse a ellos a regañadientes. El equipo se entera de que el exmiembro supuestamente fallecido Han Seoul-Oh (Sung Kang) tiene una conexión cercana con el dispositivo Ares, por lo que Letty junto a Mia deciden ir a Tokio a investigar.
Mientras tanto, Jakob se reúne con Otto (Thue Ersted Rasmussen), su socio, Cipher también le espera aunque encerrada en un cubo de cristal. Tras no conseguir intimidarlo, la propia Cipher le localiza a Jakob la otra mitad de Ares, la cual está en Edimburgo. Mientras están en el mar Caspio, todos van a una base secreta reuniéndose todos en dicho lugar y después aparece Mia, quién se une al grupo para la misión de detener y frenar los planes de Otto, Jakob y Cipher.
Dom le dice a Mia que va a encontrar a Jakob por medio de un viejo amigo, luego se muestra un flashback donde Dom está en prisión reparando un auto y junto a él, están unos jóvenes Rico Santos (Ozuna) y Tego Leo (Cered), con quienes tienen una conversación y así conocen a Dom mientras reparan un auto en prisión. Al mostrarles un viejo truco que se hace con la manguera de gasolina en el motor para ganar impulso, en eso Dom recuerda que Jakob había sido la última persona que había trabajado en el motor del auto de su padre antes del fatal desenlace el día de la carrera y concluye que Jakob es el verdadero responsable de su muerte. Un tiempo después de ser liberado, Dom confronta a su hermano Jakob por lo ocurrido en la carrera donde murió su padre y lo reta a una carrera, donde Dom logra vencerlo y obliga a Jakob a exiliarse de la ciudad y nunca más regresar.
Dom se encuentra con el antiguo mecánico de su padre llamado Buddy (Michael Rooker), el cual acogió a Jakob tras su exilio y se entera de que Jakob está en Londres. Por su parte, Letty y Mia encuentran a Han, el cual resulta seguir con vida, acompañado de su pupila Elle (Anna Sawai). Rome y Tej viajan a Alemania y reclutan a Sean Boswell (Lucas Black), Twinkie (Bow Wow) y Earl Hu (Jason Tobin), por consejo de Dom, quien los había conocido en Tokio después de la presunta muerte de Han, donde están trabajando en un "auto cohete" usando un Pontiac Fiero de 1984, donde aparentemente tienen éxito en la prueba, sin embargo y para infortunio de éstos su auto termina explotando poco después de terminada la prueba. En Londres, Dom se encuentra con Magdalene "Queenie" Shaw (Helen Mirren), quien le da la ubicación de Jakob. Dom se enfrenta a Otto y Jakob, quien le dice a Dom que se vaya. Otto hace arrestar a Dom, pero la pupila de Queenie, Leysa (Cardi B), que también es una vieja amiga de Dom y hermana de Cara Mirtha (Mirtha Cartha), dirige un escuadrón de mercenarias disfrazadas de agentes de la Interpol para rescatarlo.
Tej, Rome y Ramsey se unen a Dom en Edimburgo, donde Jakob está utilizando un potente electro magneto gigante para robar el segundo dispositivo de Ares. Tej y Rome encuentran el camión que contiene el electro magneto gigante; mientras luchan contra los hombres de Otto y Ramsey conduce con el camión para perseguir a Otto, mientras Dom intercepta a Jakob, y ambos luchan por toda la ciudad. Antes de que Otto pueda extraer a Jakob, Ramsey saca su auto de la carretera y utiliza el electro magneto gigante para capturar a Jakob.
Ante esta situación, Otto decide a regañadientes formar una alianza con Cipher, para que ésta los ayude a encontrar a Jakob y la otra mitad del dispositivo Ares que necesitan. Mientras tanto en su refugio, Han les revela que Gisele Yashar (Gal Gadot) era una ex operativa de la CIA, que trabajaba con el Sr. Don Nadie años atrás y cuando Gisele murió, Han fue asignado por el Sr. Don Nadie para proteger a Elle y al dispositivo Ares, ya que el ADN de Elle es su componente final para activarlo. Cuando uno de los agentes del Sr. Don Nadie, que más tarde se revelaría como Jakob, lo traicionó, utilizaron a Deckard Shaw (Jason Statham) y a los Yakuza, a los cuales, Han los traicionó por supuestamente robarles una importante suma de dinero, conformados por D.K. Takashi (Brian Tee) y su tío, el Sr. Kamata (Sonny Chiba), para fingir la muerte de Han en una persecución entre D.K. y él, para así Han pudiera encargarse de proteger a Elle, pese a que tuvo que dejar solo a Sean, siendo este amenazado de muerte por los Yakuza por las deudas de Han, siendo liberado por el Sr. Kamata, tras ganarle a D.K. en una carrera. Poco después, Otto ataca el refugio y libera a Jakob, quien le confiesa a Dom que su padre Jack Toretto, estaba tratando de escapar de todas sus cuentas pendientes con personas muy peligrosas, ya que Jack Toretto en ese momento les debía grandes sumas de dinero y no podía pagarles, por lo que el día de la carrera, Jack instruyó a su hijo Jakob de que saboteara a propósito el auto en los pits, esto a espaldas de su hijo Dom y así poder perder la carrera intencionalmente y de esta forma lograr saldar todas sus cuentas pendientes, sin embargo todo el plan salió terriblemente mal debido a la sucia interferencia de Linder en la última vuelta de aquella carrera y acabó matando a su padre con el choque y la posterior explosión del auto. Antes de que Jakob y su equipo abandonaran el lugar llevándose a Elle como su llave para continuar con sus planes, Dom le dice a Jakob que jamás mereció tener el apellido Toretto. Momentos después, Jakob y Otto secuestran a Elle y se llevan el segundo dispositivo Ares.
Otto pone entonces en órbita un satélite, mientras que Jakob hace que Elle active a Ares. Comienzan a subir a Ares al satélite, desplazándose por todo Tiflis en un camión blindado. Dom, Letty, Mia, Ramsey y Han los persiguen para detener la carga. Mientras Mia y Han intentan abrir una brecha en el camión, Otto traiciona a Jakob, arrojándolo del camión. Dom y Mia salvan a Jakob, y éste decide ayudar a Dom a acceder al camión junto con Ramsey. Utilizando el auto cohete de Sean y Earl, Tej y Rome entran en órbita y se estrellan contra el satélite, deteniendo la carga. Cipher, pilotando a distancia un avión de ataque, bombardea el camión y termina matando a Otto. En un intento de matar a Dom, éste utiliza el camión, que rebota, para destruir el avión de Cipher. Con sus planes frustrados, Cipher se escapa una vez más derrotada y jura vengarse la próxima vez de Dom y su equipo. Por otro lado, Dom y Mia se reconcilian con su hermano Jakob, a quien dejan escapar en el auto de Dom en buenos términos y aclaradas sus diferencias. Mientras tanto, en el espacio exterior, Tej y Rome finalmente llegan a la Estación Espacial Internacional y tiempo después, regresan al planeta Tierra de forma segura.
El equipo completo, incluyendo a un adulto Santos (Don Omar), celebra su éxito con una parrillada en la casa de Dom, la cual todavía esta en reconstrucción tras el atentado de provocado por Deckard. Por otro lado, Sean se alegra de ver a Han con vida cuando lo creyó muerto durante la explosión de su auto en Tokio. Mientras se preparan para dar las gracias, Dom dice que hay un puesto vacío en la mesa y la persona que lo va a ocupar llegará en un momento. Momentos después, Brian llega en su Nissan Skyline de color azul para reunirse con Dom y el resto del equipo.
En una escena a mitad de los créditos, se muestra a Deckard golpeando un saco de boxeo, el cual resulta tener en su interior a un agente al cual está interrogando por información, pero justo en ese momento, Deckard escucha que alguien está tocando la puerta de su escondite y decide ir a investigar quien es y vuelve a encerrar en el saco de boxeo a su prisionero, pero justo cuando Deckard abre la puerta éste se sorprende de ver a Han con vida, cuando este lo creía haber matado la última vez.

## Reparto
- Vin Diesel como Dominic "Dom" Toretto, un ex delincuente y corredor callejero profesional que se retiró y se estableció con su esposa, Letty, y su hijo, Brian Marcos.
  - Vinnie Bennett y Vincent Sinclair Diesel interpretan a un joven y un niño Dom.
- Michelle Rodriguez como Leticia "Letty" Ortiz, esposa de Dom, y exdelincuente y corredora callejera profesional de las calles de Los Ángeles.
  - Azia Dinea Hale interpreta a una joven Letty.
- Charlize Theron como Cipher, una mente maestra criminal y ciberterrorista que se une a Jakob.
- Jordana Brewster como Mia Toretto, hermana de Dom y Jakob y exmiembro de su equipo que se ha establecido con su pareja, Brian O'Conner, y sus dos hijos.
  - Siena Agudong interpreta a una joven Mia.
- Tyrese Gibson como Roman "Rome" Pearce, un ex delincuente habitual y miembro del equipo de Dom.
- Chris "Ludacris" Bridges como Tej Parker, un mecánico de Miami y miembro del equipo de Dom.
- Sung Kang como Han Seoul-Oh, un exmiembro del equipo de Dom que se creía muerto a manos de Deckard Shaw durante los acontecimientos de The Fast and the Furious: Tokyo Drift.
- Nathalie Emmanuel como Megan Ramsey, una hacker informática británica y miembro del equipo de Dom.
- John Cena como Jakob Toretto, el hermano de Dom y Mia que trabaja como maestro ladrón, asesino y conductor de alto rendimiento.
  - Finn Cole interpreta a un joven Jakob.
- Michael Rooker como Buddy, compañero mecánico del padre de Dom.
- Helen Mirren como Magdalene "Queenie" Shaw, la madre de los antiguos enemigos de Dom, Owen y Deckard.
- Kurt Russell como Agente Frank Petty/"Mr. Nobody", un operativo de inteligencia y el líder de un equipo de operaciones encubiertas de Estados Unidos.

Además, Thue Ersted Rasmussen interpreta a Otto, Anna Sawai interpreta a Elle, Cardi B interpreta a Leysa, una mujer que comparte una historia con Dom y Magdalene, J.D. Pardo interpreta a Jack Toretto, Jim Parrack retrata a Kenny Linder y Martyn Ford interpreta a Sue. Karson Kern y Igby Rigney interpretan las versiones jóvenes de Vince y Jesse, respectivamente.
Lucas Black repite su papel de Sean Boswell de películas anteriores, mientras que Shad Moss y Jason Tobin también repiten sus papeles de Twinkie y Earl Hu de The Fast and the Furious: Tokyo Drift (2006). Don Omar y Shea Whigham también repiten sus papeles como Rico Santos y el agente Michael Stasiak, respectivamente. Cered y Ozuna retrata a los jóvenes Tego Leo y Santos. Francis Ngannou interpreta a Ferocious Professional. El rapero puertorriqueño, Bad Bunny, hace un cameo como un piloto. Gal Gadot aparece como Gisele Yashar, a través de imágenes de archivo sin acreditar de Fast & Furious 6, y Jason Statham hace un cameo sin acreditar durante los créditos finales como Deckard Shaw.

## Doblaje
| Actor                           | Personaje                       | Actor/Actriz de doblaje · México                                       | Actor/Actriz de doblaje · España                             |
| ------------------------------- | ------------------------------- | ---------------------------------------------------------------------- | ------------------------------------------------------------ |
| Vin Diesel (adulto)             | Dominic "Dom" Toretto           | Idzi Dutkiewicz                                                        | Juan Carlos Gustems                                          |
| Vinnie Bennett (joven)          | Dominic "Dom" Toretto           | Fabián Rétiz                                                           | Sergio Mesa                                                  |
| Vincent Sinclair Diesel (niñez) | Dominic "Dom" Toretto           | Dante Galván                                                           |                                                              |
| Michelle Rodríguez (adulta)     | Leticia "Letty" Ortiz           | Erica Edwards                                                          | Graciela Molina                                              |
| Azia Dinea Hale (joven)         | Leticia "Letty" Ortiz           | Alondra Hidalgo                                                        |                                                              |
| Charlize Theron                 | Cipher                          | Gabriela Gómez                                                         | Ana María Marí                                               |
| Tyrese Gibson                   | Roman "Rome" Pearce             | Sergio Gutiérrez Coto                                                  | Carlos di Blasi                                              |
| Chris "Ludacris" Bridges        | Tej Parker                      | Raúl Anaya                                                             | José Luis Mediavilla                                         |
| Jordana Brewster                | Mia Toretto                     | Mayra Arellano                                                         | Joël Mulachs                                                 |
| Nathalie Emmanuel               | Megan Ramsey                    | Carla Castañeda                                                        | Olga Velasco                                                 |
| John Cena (adulto)              | Jakob Toretto                   | Andrés García                                                          | Roberto Encinas                                              |
| Finn Cole (joven)               | Jakob Toretto                   | José Antonio Toledano                                                  | David García Llop                                            |
| Lucas Black                     | Sean Boswell                    | Carlo Vázquez Enrique Cervantes (mediante el largometraje en Tokio)    | Raúl Llorens                                                 |
| Sung Kang                       | Han Seoul-Oh                    | José Gilberto Vilchis Óscar Flores (mediante el largometraje en Tokio) | José Posada Paco Gázquez (mediante el largometraje en Tokio) |
| Helen Mirren                    | Magdalene "Queenie" Shaw        | Anabel Méndez                                                          | María Luisa Solá                                             |
| Kurt Russell                    | Agente Frank Petty / Mr. Nobody | Arturo Mercado                                                         | Salvador Vidal                                               |
| Michael Rooker                  | Buddy                           | César Soto                                                             | Domenech Farrell                                             |
| Cardi B                         | Leysa                           | Karla Falcón                                                           |                                                              |
| J.D. Pardo                      | Jack Toretto                    | Raymundo Armijo                                                        | Paco Gázquez                                                 |
| Jim Parrack                     | Kenny Linder                    | Óscar Rangel                                                           |                                                              |
| Shad Moss                       | Twinkie                         | Moisés Iván Mora Víctor Ugarte (mediante el largometraje en Tokio)     | David Jenner                                                 |
| Don Omar (adulto)               | Rico Santos                     | Manuel Campuzano                                                       | Manuel García Guevara                                        |
| Ozuna (joven)                   | Rico Santos                     | Óscar López                                                            |                                                              |
| Cered                           | Tego Leo                        | Carlos Mireles                                                         | Juan Fernández                                               |
| Bad Bunny                       | Corredor de carreras            | Bad Bunny                                                              | Bad Bunny                                                    |
| Gal Gadot (archivo)             | Gisele Yashar                   | Marisol Romero                                                         | Esther Solans                                                |
| Jason Statham                   | Deckard Shaw                    | Óscar Flores                                                           | Juan Antonio Bernal                                          |
| Shea Whigham                    | Agente Michael Stasiak          | Eduardo Ramírez                                                        | Eduard Itchart                                               |
| Anna Sawai                      | Elle                            | Miriam Aceves                                                          | Martha Rodríguez                                             |
| Thue Ersted Rasmussen           | Otto                            | Arturo Cataño                                                          | Roger Pera                                                   |
| Jason Tobin                     | Earl Hu                         | Ricardo Bautista                                                       | Albert Trifol Segarra                                        |
| Carlos de la Hoz                | Brian Toretto                   | Darío Galván                                                           |                                                              |

## Producción

### Desarrollo
El 13 de noviembre de 2014, la presidenta de Universal Pictures, Donna Langley, dijo en una entrevista con The Hollywood Reporter que habría al menos tres películas más en la franquicia Fast & Furious, después de Furious 7 (2015). En febrero de 2016, Vin Diesel anunció las fechas de lanzamiento iniciales de la novena y décima película, con la novena película inicialmente programada para estrenarse el 19 de abril de 2019. Después de que se anunciara un spin-off con los personajes de Dwayne Johnson y Jason Statham, la fecha de lanzamiento de la novena película se retrasó al 10 de abril de 2020.
En abril de 2017, Diesel y Johnson confirmaron su regreso. El 25 de octubre de 2017, Diesel reveló en un video de Facebook en vivo que Justin Lin, quien dirigió desde The Fast and the Furious: Tokyo Drift (2006) hasta Fast & Furious 6 (2013), y la actriz Jordana Brewster, quien interpretó a Mia Toretto en cinco de las películas de la franquicia, regresarían para la novena y décima película. El 4 de abril de 2018, Johnson declaró que no estaba seguro de si regresaría para la novena película debido a su participación en el spin-off, Hobbs & Shaw, y confirmó en enero de 2019 que ni él ni Statham regresarían para la novena película debido a la producción del spin-off, Hobbs & Shaw.
En mayo de 2018, Daniel Casey fue contratado para escribir el guion después de que Morgan se fuera debido a su trabajo en el spin-off, Hobbs & Shaw. Michelle Rodriguez también se confirmó que volvería a interpretar su papel de Letty. En febrero de 2019, Universal Pictures anunció que retrasaría la película seis semanas, lo que cambiaría la fecha de estreno de abril a mayo de 2020. Se informó que el retraso fue para que la película no compitiera con No Time to Die, de Metro-Goldwyn-Mayer, que recibió una fecha de lanzamiento para el 8 de abril de 2020.
En junio de 2019, John Cena fue elegido oficialmente para aparecer en la película, después de un anuncio inicial de Diesel en abril. En julio de 2019, Finn Cole, Anna Sawai y Vinnie Bennett se unieron al elenco de la película. Ese mismo mes, se anunció que Helen Mirren y Charlize Theron volverían a interpretar sus roles de películas anteriores. Michael Rooker se sumó al elenco en agosto de ese año. En octubre de 2019, Ozuna y Cardi B también se unieron al elenco de la película.

### Rodaje
La fotografía principal comenzó el 24 de junio de 2019, en los Leavesden Studios en Hertfordshire, Inglaterra. La filmación se realizó en Los Ángeles, Edimburgo, Vancouver y Londres, y también tuvo lugar en Tailandia, por primera vez, con Krabi, Ko Pha-ngan y Phuket como lugares utilizados para las filmaciones. Parte de la película también se rodó en Tiflis, capital de Georgia. La filmación finalizó el 11 de noviembre de 2019.
En julio de 2019, el especialista de riesgo Joe Watts, quien hacía de doble de Diesel, sufrió una grave lesión en la cabeza durante el rodaje en los Estudios Leavesden. En septiembre de 2020, Michelle Rodriguez confirmó que la película también se desarrollaría en el espacio exterior, lo que fue provocado por Diesel.

## Automóviles

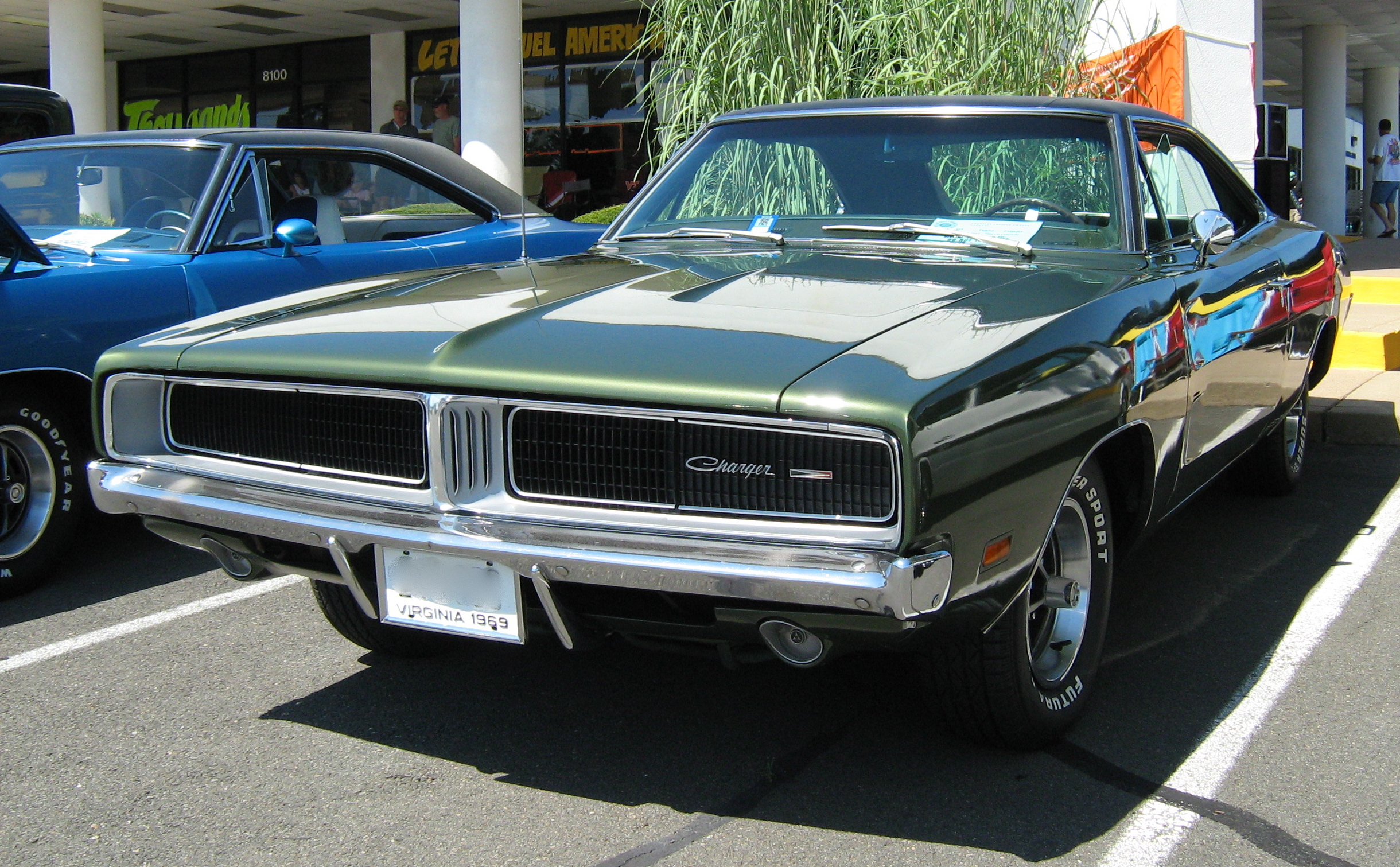
Dodge Charger verde de 1969.

- 1969 Dodge Charger R/T de Dominic "Dom" Toretto.
- 1992 Ford Mustang de Jakob Toretto.
- 2017 Ford Mustang Shelby GT350 de Jakob Toretto.
- 1970 Chevrolet Nova de Leticia "Letty" Ortiz.
- 2018 Acura NSX de Roman "Rome" Pearce.
- 2019 Jeep Gladiator  de Tej Parker.
- 1984 Pontiac Fiero de Sean Boswell.
- 2018 Noble M600 de Magdalene Shaw.
- 2020 Toyota Supra de Han Seoul-Oh.
- 2002 Nissan Skyline GT-R R34 de Brian O'Conner.
- Harley Davidson Iron de Leticia "Letty" Ortiz.
- Mercury Marauder de Roman "Rome" Pearce.

## Música
La banda sonora oficial de F9 se lanzó al mismo tiempo que la película. En el período previo al estreno de la banda sonora, se lanzó un mixtape titulado Road to F9, el 31 de julio de 2020, el cual presenta música inspirada en la película. 
El mixtape fue precedido por el sencillo principal "One Shot", de YoungBoy Never Broke Again y Lil Baby, y así mismo se supo por videos viralizados en Instagram que Bad Bunny también sería partícipe en el soundtrack de la película (con un tema llamado "De museo").
Los tráileres de la película incluyeron las canciones "Family" de The Chainsmokers y Kygo, "Is You Ready" de Migos y "Selah" de Kanye West.
La banda sonora oficial se lanzó el 17 de junio de 2021. El álbum de partituras, compuesto por Brian Tyler, se lanzó el 2 de julio de 2021.

Lista de canciones
| N.º   | Título                                                                   | Productor(es)                               | Duración |  |
| 1.    | «Fast Lane» (Don Toliver, Lil Durk y Latto)                              | Popnick-DJ · Chosetariq · Beats             | 2:52     |  |
| 2.    | «Lane Switcha» (Skepta, Pop Smoke ft. ASAP Rocky, Juicy J y Project Pat) | Taz Taylor · Cxdy · Oktanner · MJNichols    | 2:48     |  |
| 3.    | «Hit Em Hard» (Offset, Trippie Redd, Kevin Gates, Lil Durk y King Von)   | Cedar · ISM                                 | 2:43     |  |
| 4.    | «I Won» (Ty Dolla Sign, Jack Harlow y 24kGoldn)                          | Grady · Invincible                          | 2:55     |  |
| 5.    | «Rápido» (Amenazzy, Farruko, Myke Towers y Rochy RD)                     | Humby · Nicael · Ricky Luna · Linkon        | 2:33     |  |
| 6.    | «Breathe (Liam H y René LaVice Re-Amp)» (The Prodigy feat. RZA)          | Howlett                                     | 2:29     |  |
| 7.    | «Real» (Justin Quiles, Dalex y Konshens)                                 | Happy Colors · Karloff Gaitan               | 3:47     |  |
| 8.    | «Bussin Bussin» (Lil Tecca)                                              | Rvssian · Pyroman                           | 2:20     |  |
| 9.    | «Furiosa» (Anitta)                                                       | The Roommates · Wincorn                     | 2:33     |  |
| 10.   | «Ride da Night» (Kevin Gates feat. Polo G y Teejay3k)                    | Pearl Lion · Go Grizzly · Jaegreen          | 2:48     |  |
| 11.   | «Bushido» (Good Gas y JP the Wavy)                                       | De'Jour Thomas · Rhondofromjersey · FKi 1st | 3:13     |  |
| 12.   | «Speed It Up» (NLE Choppa feat. Rico Nasty)                              | Go Grizzly                                  | 2:23     |  |
| 13.   | «Mala» (Jarina De Marco)                                                 | AG                                          | 2:20     |  |
| 14.   | «Exotic Race» (Murci feat. Sean Paul y Dixson Waz)                       | Murci                                       | 3:21     |  |
| 39:12 |                                                                          |                                             |          |  |

## Estreno
Originalmente, F9 estaba programada para ser estrenada en cines en los Estados Unidos el 22 de mayo de 2020 por Universal Pictures. Sin embargo, el 12 de marzo de 2020, la película se retrasó hasta el 2 de abril de 2021, debido a la pandemia de COVID-19. Sin embargo, en septiembre de 2020, la película se retrasó por segunda vez al 28 de mayo de 2021, después de que No Time to Die se trasladara a su fecha de estreno. En marzo de 2021, la película se retrasó por tercera y última vez al 25 de junio de 2021, después de que A Quiet Place Part II se trasladara a su fecha de estreno.

### Marketing
El primer tráiler de la película fue lanzado el 31 de enero de 2020. El segundo tráiler de la película fue lanzado el 14 de abril de 2021.

## Recepción

### Taquilla
Al 29 de septiembre de 2021, F9 ha recaudado $173 millones de dólares en Estados Unidos y Canadá, y $543.6 millones en otros territorios, para un total mundial de $716.6 millones de dólares.
En Estados Unidos y Canadá, se preveía que F9 recaudara entre $55 y $65 millones de dólares en 4179 cines en su fin de semana de estreno. La película recaudó $30 millones de dólares en su primer día (incluyendo $7.1 millones de los preestrenos del jueves por la noche). Siguió su debut con $70 millones, el fin de semana más taquillero desde Star Wars: Episodio IX - El ascenso de Skywalker ($72.4 millones) en diciembre de 2019. Al igual que las anteriores películas de Fast & Furious, la audiencia fue diversa (con un 37% de hispanos, un 35% de caucásicos, un 16% de negros y un 8% de asiáticos) y se inclinó hacia las multitudes más jóvenes (51% de menores de 25 años) y masculinas (57%).
En su fin de semana de estreno internacional de cinco días, se preveía que F9 recaudara entre $160 y $180 millones de dólares en ocho países, incluidos China, Rusia y Corea del Sur. Se estrenó con $163 millones de dólares, la mayor apertura internacional de una película de Hollywood desde que comenzó la pandemia de Covid-19 en marzo de 2020. También estableció el récord de recaudación en IMAX ($14 millones de dólares), y fue la segunda mayor apertura internacional en mayo, a pesar de que se proyectó en 26 países menos que el actual poseedor del récord, Capitán América: Civil War. Los principales mercados del fin de semana fueron China ($136 millones de dólares; la segunda mayor apertura de la franquicia en el país), Corea del Sur ($9.9 millones), Rusia ($8.3 millones), Arabia Saudita ($2.67 millones) y los Emiratos Árabes Unidos ($2.64 millones). En su segundo fin de semana de estreno internacional, la película obtuvo $30.8 millones de dólares, de los cuales $20.3 millones (85%) se recaudaron en China y $3.7 millones (42%) en Corea del Sur.

### Crítica
En el sitio web de agregación de reseñas Rotten Tomatoes, el 59% de los 311 críticos han valorado positivamente la película, con una puntuación media de 5,7/10. El consenso de los críticos del sitio dice: «F9 hace que la franquicia se precipite más que nunca, pero la habilidad del director Justin Lin para los montajes absurdos mantiene el ritmo de la acción». Según el sitio web Metacritic, que le asignó una nota media ponderada de 58 sobre 100 basada en 52 críticos, la película recibió "críticas mixtas o medias". El público encuestado por CinemaScore dio a la película una nota media de "B+" en una escala de A+ a F, la más baja de la serie desde la primera película. PostTrak informó de que el 80% de los espectadores le dieron una puntuación positiva, y el 62% dijo que la recomendaría sin duda.
Desde TheWrap, Alonso Duralde resumió la película escribiendo que «la física, la gravedad y la lógica en general hace tiempo que se han tirado por la ventana, pero las sacudidas de placer siguen llegando». Owen Gleiberman, de Variety, consideró que una de las escenas iniciales era «el punto álgido de suspense de la película» y escribió: «La escena es tan exageradamente ridícula que es como si los cineastas dijeran: "Pongamos lo que habría sido el gran clímax de Fast and Furious 4 en la media hora inicial". Bastante bien. Pero, ¿qué haces para un bis?».
Escribiendo para The Hollywood Reporter, John DeFore dijo que el largometraje «probablemente suena más divertido de lo que es», y concluyó su crítica generalmente negativa diciendo que «Furious 7 era mucho más divertida. Y no es que a nadie le importe, pero también fue más creíble». Mientras tanto, IndieWire dio una respuesta más positiva con una calificación de C+, y elogió la dirección de Lin, escribiendo: «Esta es una película que se desliza tan lejos de la autoparodia que hace un bucle de vuelta a algo real».

## Futuro
F9 será seguida por una décima entrega. En octubre de 2020, se reveló que la serie concluirá con una décima y una undécima entrega, y que el reparto regresará para ambas películas.